# Bitwa pod Osjami
Bitwa pod Osjami – część wielkiej bitwy nad Berezyną. Walki polskich pododdziałów Mińskiego pułku strzelców z oddziałami sowieckiej 56 Dywizji Strzelców w czasie majowej ofensywy wojsk Michaiła Tuchaczewskiego w okresie wojny polsko-bolszewickiej.

## Położenie wojsk przed bitwą
W maju 1920, po zajęciu Kijowa i zdobyciu przyczółków mostowych po wschodniej stronie Dniepru, wojska polskie przeszły do obrony. Wódz Naczelny Józef Piłsudski zdawał sobie sprawę, że nie udało mu się rozbić większych sił nieprzyjaciela, a jedynie zmusił je do wycofania się dalej na wschód. Stąd też planował nowe uderzenie, tym razem na północnym odcinku frontu wschodniego. W tym czasie dowódca Frontu Zachodniego Michaił Tuchaczewski grupował wojska na wschodnim brzegu Berezyny i także przygotowywał je do ofensywy.

### Skład wojsk
Wojsko Polskie
- 1 Armia gen. Stefana Majewskiego obsadzała odcinek Dryssa–Połock–Uszacz–Lepel. W pierwszym rzucie posiadała 8 Dywizję Piechoty i 1 Dywizję Litewsko-Białoruską, a w odwodzie 3 Dywizję Piechoty Legionów i 1 Brygadę Jazdy.
- 4 Armia gen. Szeptyckiego w składzie 2 Dywizja Piechoty Legionów, 6., 14. i 9. dywizje piechoty broniła linii Berezyny od Lepla po ujście do Dniepru.

17 maja dowodzenie nad obiema armiami przejął gen. Stanisław Szeptycki.
Armia Czerwona
Na wschodnim brzegu Berezyny utworzono zgrupowanie uderzeniowe:
- 15 Armia Augusta Korka w składzie 4., 6., 5., 53., 56. dywizje strzeleckie i 15 Dywizja Kawalerii[b]
- Grupa Północna Jewgienija Siergiejewa w składzie 48 Dywizja Strzelców i 164 Brygada Strzelców
- 16 Armia Nikołaja Sołłohuba w składzie 2., 8., 10., 17. i 21. dywizje strzeleckie[c].

Całością sił uderzeniowych dowodził dowódca Frontu Zachodniego Michaił Tuchaczewski.

## Przebieg działań
14 maja 1920 wojska Frontu Zachodniego Michaiła Tuchaczewskiego przeszły do ofensywy. 
Sowieckie 5. i 56. Dywizje Strzelców z 15 Armii Augusta Korka uderzyły 1 na pozycje 1 Dywizji Litewsko-Białoruskiej gen. Jana Rządkowskiego pod Leplem. 

Wieczorem oddziały polskie wycofały się na drugą linię obrony Dzwony – Pyszno – Osieczyszcze. Miński pułk strzelców zajął stanowiska na lewym skrzydle dywizji. Jego I batalion osłaniał odcinek Ostrów – Porówno, a II batalion odcinek Babijbór – Rożki. Odwód pułku stanowił III batalion rozlokowany w Pysznie.
Rano 15 maja oddziały 56 Dywizji Strzelców uderzyły na Ostrów. Odparte, odeszły w kierunku Osji bronionych przez 6 kompanię mińskiego pułku strzelców.
Powiadomiony o nadciąganiu nieprzyjaciela dowódca III batalionu kpt. Niedźwiedzki wysłał na zagrożony kierunek 5. i 7. kompanię z zadaniem wciągnięcia przeciwnika w zasadzkę ogniową.
Maszerujący bez ubezpieczeń Sowieci weszli w przygotowaną zasadzkę. Na dany sygnał żołnierze 5. i 7. kompanii ukazali się na skrzydłach nieprzyjaciela, a dowódca 6. kompanii zażądał od przeciwnika złożenia broni. Czoło kolumny zaczęło rzucać karabiny, ale dalsze grupy, widząc, że Polacy są znacznie słabsi liczebnie, otworzyły ogień.
Wówczas 5. i 7. kompania przeszły do ataku, spychając zdezorientowanych czerwonoarmistów w stronę Osji pod ogień 6. kompanii. Część Sowietów poddała się, a część rozbiegła po lesie.

## Bilans walk
Zwycięstwo pod Osjami tylko na krótko powstrzymało natarcie 56 Dywizji Strzelców. Wieczorem 1 Dywizja Litewsko-Białoruska przystąpiła do odwrotu na linię Berezyny.
Po bitwie wzięto do niewoli około dwustu jeńców i zdobyto cztery ckm, a na pobojowisku znaleziono ponad stu poległych i rannych czerwonoarmistów.
Straty polskie wyniosły kilku lekko rannych.